# Маклауд, Иэн Борб
Иэн Борб Маклауд (гэльск. Iain Borb MacLeòid, англ. John "the Turbulent" MacLeod; 1392—1442) — 6-й глава клана Маклауд (ок. 1402—1442). Он первый вождь Маклаудов, имевшим свою собственную геральдику. Традиция клана гласит, что он был несовершеннолетним на момент смерти своего отца, и в течение шести лет некомпетентный опекун довел клан до самой низкой точки в истории клана. Достигнув совершеннолетия, Иэн Борб сумел приобрести часть утраченных земель клана и возглавил свой клан и своих родственников (Маклаудов Льюиса) в битве при Харлоу в 1411 году. Иэн Борб был ранен в голову во время конфликта; рана так и не зажила полностью, и большую часть жизни он был вынужден оставаться в своем доме на Паббае. Традиция гласит, что он умер, когда рана вновь открылась во время поединка по фехтованию и борьбе. Существуют некоторые разногласия относительно того, кто из его сыновей был старшим; однако именно его сын Уильям Дуб наконец унаследовал пост вождя после его смерти в 1442 году.

## Биография
Иэн Борб был сыном и преемником Уильяма Клейриха Маклауда (ок. 1365 — ок. 1402), 5-го вождя клана Маклауд (ок. 1392 — ок. 1402). Согласно рукописи Баннатайна, на момент смерти отца ему было всего десять лет. В рукописи рассказывается, как во времена его несовершеннолетия был выбран опекун, который возглавил клан. Этого человека звали Иэн Мишилбхак («Джон Невезучий»), он приходился двоюродным братом молодому Иэну Борбу. Во время пребывания Иэна Мишилбхака на посту опекуна Маклауды Гарриса и Данвегана находились на самом низком этапе своей истории. Многие представители клана выступили против выбора Иэна Мишилбхача, отдав предпочтение Тормоду Койлу, который убил Аластера Канноха в битве при Слигачане. Тормод Коил бросил вызов стражу и захватил часть земель Гленелга.
В рукописи говорится, что в то время Макдональды в полной мере воспользовались беспорядочностью Маклаудов. Отряд Макдональдов высадился в Слите и овладел замками Данскейт и Камю, вытеснив при этом Маклаудов из Слита. Они также вторглись в Норт-Уист и сразились с Маклаудами при Кайлусе, где Маклауды были полностью разбиты, а захватчики захватили новые земли. После этих побед Макдональды осадили замок Данвеган, где в то время жила вдова Уильяма Клейриха. Однако вождь Маклаудов из Льюиса прибыл с силами и освободил замок, победив Макдональдов при Фиорлиге. Затем Торкил отвез семью в Льюис, где они оставались до тех пор, пока Иэн Борб не достиг совершеннолетия.

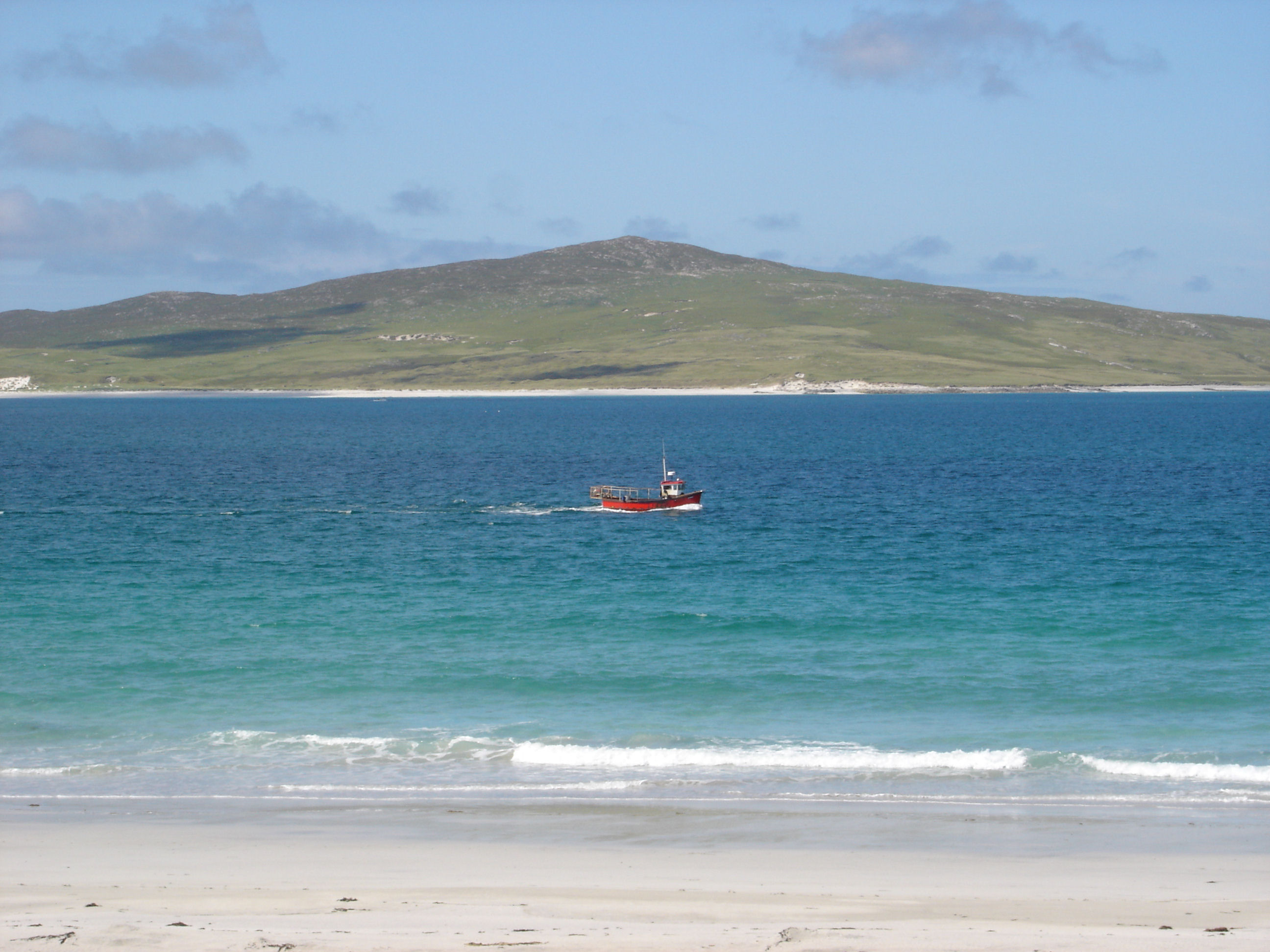
Паббай, Харрис, где Иэн Борб провел большую часть своей жизни и где он умер в 1442 году.

Согласно рукописи, первым действием Иэна Борба на посту вождя было повешение Иэна Мишилбхача, конфискация земель мертвеца и изгнание его семьи. Позже Иэн Борб заключил соглашение с Домналом, лордом островов, по которому Макдональды вернули земли, которые они отвоевали у Маклаудов, за исключением земель на Норт-Уисте. Иэн Борб присягнул в вассальной зависимости Лорду Островов и в соответствии с этим соглашением сражался под началом Макдональдов в битве при Харлоу в 1411 году. Во время битвы Иэн Борб командовал всеми Маклаудами (включая Маклаудов из Льюиса), и в рукописи говорится что Маклаудам выпала честь сражаться справа от сил Домнала. Историки клана Макдональд начала XX века А. и А. Макдональды, однако, заявили, что оба клана Маклаудов составляли основную массу людей, которыми командовал Домналл, и что правое крыло состояло из Маклинов, которыми командовал Гектор Маклейн из Дуарта (Красный Гектор Битв). В рукописи рассказывается, как Иэн Борб был ранен в голову во время конфликта. Рана так и не зажила полностью, и всю оставшуюся жизнь она кровоточила всякий раз, когда он начинал волноваться. Большую часть времени Иэн Борб жил в своем замке на Паббае, где отремонтировал и расширил тамошнюю крепость. В рукописи рассказывается, как во время поединка по фехтованию со своим приемным братом Сомерледом МакКонном рана Иэна Борба начала так обильно кровоточить, что он истек кровью насмерть.
В рукописи Баннатайна говорится, что первые семь вождей клана Маклауд были похоронены в Ионе. Хор аббатства Иона, по большей части, датируется началом XVI века. В центре хора находится большой камень, в котором когда-то находилась монументальная медная медь, традиционно называемая Маклаудом. Камень образовал матрицу, которая когда-то содержала латунную инкрустацию (традиция утверждает, что это была серебряная инкрустация). Это самый большой резной камень на острове, его размеры 7 футов 9,25 дюйма (2,37 м) на 3 фута 10 дюймов (1,17 м). Р. К. Маклауд предположил, что, возможно, основатель клана Леод и пятеро его преемников были похоронены под ним, однако, по его мнению, четвертый вождь, Иэн Сиар, был похоронен в другом месте.

## Семья и дети
В рукописи Баннатайна записано, что Иэн Борб женился на внучке графа Дугласа. Несколько историков клана XX века назвали её Маргарет. У пары было два сына по имени Уильям и Норман (Тормод), а также две дочери. В рукописи утверждается, что Норман был старшим из братьев, но умер молодым и оставил маленького сына, который был слишком молод, чтобы унаследовать пост вождя. Фактически, Уильям Дуб сменил Иэна Борба на посту главы клана . Р. К. Маклауд считал тот факт, что клан считал Уильяма главой, а не опекуном, свидетельством того, что Уильям на самом деле был старшим братом. А. Моррисон заявил, что Норман, вероятно, был внебрачным сыном Иэна Борба и что он был значительно старше Уильяма, поскольку Норман возглавлял клан в битве в 1428 году. По словам Моррисона, Норман был убит в 1429 году и что его посмертный сын был прародителем Маклаудов из Уотерниша. Д. Маккиннон заявил, что он возглавлял Маклаудов и был убит в битве при Лохабере в 1429 году, поддерживая Александра Макдональда, лорда островов, против короля Шотландии Якова I Стюарта. Маккиннон заявил, что женился на дочери Чисхолма из Стратгласса и от нее у него родился сын Джон.
Моррисон заявил, что обе дочери Иэна Борба родились в браке. По словам Маккиннона, одна из дочерей, Маргарет, вышла замуж за Родерика Маклауда из Льюиса (6-го вождя клана). Маклауд заявил, что другая дочь вышла замуж за Лахлана Маклина из Дуарта (7-го вождя клана Маклейн) . Историк клана конца 19-го века А. М. Синклер заявил, что ее звали Финвола, и отметил, что у пары было два сына, Нил и Джон Гарбх. Однако несколькими годами ранее другой историк клана Маклейн конца XIX века, Дж. П. Маклин, назвал жену Лахлана «Фионнагал, дочерью Уильяма Маклауда из Гарриса».

## Геральдика
Иэн Борб — первый вождь Маклаудов, которому можно присвоить геральдику. Герб Маклаудов из Гарриса и Данвегана появляется в гербовом гербе Берри середины XV века (хотя на гербовом гербе фактически указан герб как герб «Le sire de bes») . Герб: лазурный, серебряный замок с тройными башнями . Замок может представлять собой резиденцию вождей — замок Данвеган, расположенный на острове Скай.